# Замыкание (алгебра)
Замыкание — минимально возможное (то есть не содержащее других подобных) расширение заданного множества, в котором любое применение заданного набора операций к элементам такого расширения не выходит за его пределы. Минимальное расширение всегда будет существовать как пересечение всех описанных расширений.
В универсально-алгебраической нотации: для некоторой алгебры {\displaystyle {\mathfrak {A}}=\langle A,\Sigma \rangle }, замыканием множества {\displaystyle M\subseteq A} относительно сигнатуры {\displaystyle \Sigma } называется минимальная подалгебра {\displaystyle \langle A_{0},\Sigma \rangle \subseteq {\mathfrak {A}}}, содержащая {\displaystyle M} ({\displaystyle M\subseteq A_{0}}). 
Например, замыканием множества {\displaystyle \{1\}} относительно операции сложения будет множество всех натуральных чисел {\displaystyle \mathbb {N} }; замыканием множества {\displaystyle \{1\}} относительно операций сложения и вычитания будет множество всех целых чисел {\displaystyle \mathbb {Z} }. При этом замыкание множества {\displaystyle \{0\}} относительно сложения, умножения или обеих операций вместе совпадает с ним самим.
Алгебраическое замыкание поля {\displaystyle \mathbb {K} } в его расширении {\displaystyle K'} — поле всех алгебраических над {\displaystyle K} элементов {\displaystyle K'} — важнейший общеалгебраический пример применения конструкции замыкания.
Множество, совпадающее со своим замыканием, называется алгебраически замкнутым (относительно заданного набора операций). Например, подгруппа замкнута относительно групповой операции;
подмножество натуральных чисел {\displaystyle \mathbb {N} } в множестве целых чисел {\displaystyle \mathbb {Z} } замкнуто относительно операции сложения, но не является замкнутым относительно операции вычитания.
Сходным образом определяется замыкание отношения, если вместо алгебр рассматриваются модели — алгебраические системы без операций. Идея алгебраического замыкания обобщена в теории порядков: оператором замыкания в ней называется всякая операция на частичном порядке, удовлетворяющая условиям экстенсивности, монотонности и идемпотентности — алгебраическое замыкание также удовлетворяет этим свойствам на булеане носителя алгебры.